# Confresa
Confresa est une municipalité brésilienne située dans l'État du Mato Grosso.